# ベンジャミン・リンカーン

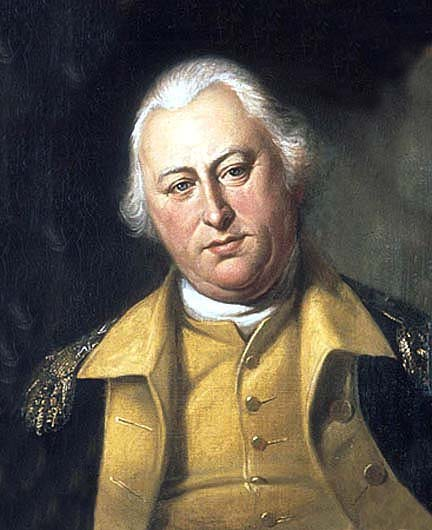
ベンジャミン・リンカーン
チャールズ・ウィルソン・ピール画 1784年

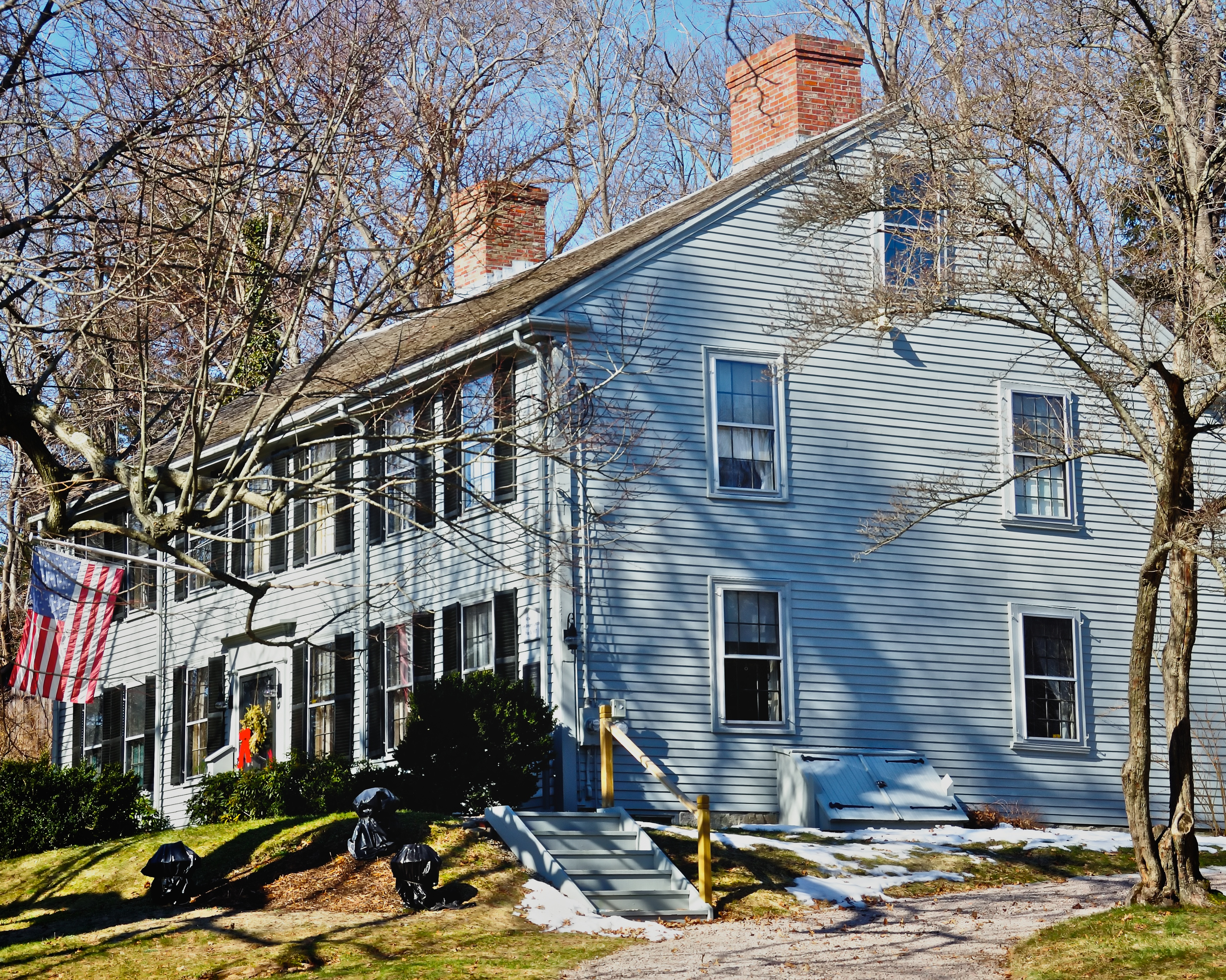
ベンジャミン・リンカーンの生家、 マサチューセッツ

ベンジャミン・リンカーン（Benjamin Lincoln, 1733年1月24日 - 1810年5月9日）は、アメリカ独立戦争中の大陸軍少将である。リンカーンは、各地で転戦して功績を挙げたが、サウスカロライナのチャールストンでイギリス軍に包囲された結果、1780年5月12日に独立戦争中の大陸軍最大の降伏をした時の指揮官である。一方で1781年10月19日、バージニア植民地ヨークタウンでのイギリス軍降伏の際には、イギリス軍指揮官チャールズ・コーンウォリス将軍の軍刀を受け取ったことでも知られる。

## 生い立ち
リンカーンは1733年1月24日に、マサチューセッツのヒンガムで、父ベンジャミン・リンカーン大佐と母エリザベス・サッチャーとの間に生まれた。リンカーンの祖先はヒンガムに最初に入植した人々であった。リンカーンの少年時代は家の農場の手伝いをしながら、土地の学校に通った。後に教育の足りなさを感じたリンカーンはハーバードで修士号を取った。1756年、23歳の年に、リンカーンはメアリー・クッシングと結婚した。リンカーン夫妻には11人の子供がいた。
リンカーンは父の足跡を辿り、土地の役場に職を得た。21歳で町の警官となり、翌1755年、サフォーク民兵第3連隊に副官として入隊した。1757年、リンカーンは町役場の書記に選出され、1762年には治安判事に選ばれ、1772年には、中佐に昇進した。サフォーク民兵でリンカーンが積んだ経験がアメリカ独立戦争の3つの大きな戦闘で生かされることになった。

## アメリカ独立戦争
1776年、リンカーンは准将に、続いて少将に昇格され、ボストン地域のすべてのマサチューセッツ部隊を指揮した。イギリス軍がボストンから撤退した後、リンカーンはニューヨークでジョージ・ワシントン将軍に合流し、ホワイトプレインズの戦いでは右翼の指揮を執った。インデペンデンス砦での戦闘の直後に、リンカーンは大陸軍の少将となった。
1777年9月、リンカーンはサラトガの近くに居たホレイショ・ゲイツの部隊に合流しサラトガの戦いに参戦した。しかし、踵にマスケット銃の弾を受けて傷ついたために第二次サラトガの戦いでは大きな役割を果たせなかった。この時の傷がもとで、その後は片足が短いままとなった。この傷が癒えるとリンカーンは1778年9月に南部方面軍の指揮官に指名された。リンカーンは1779年10月9日のジョージアのサバンナ攻撃に参加し、サウスカロライナのチャールストンへ撤退を余儀なくされた。リンカーンにとっては運が悪いことに、チャールストン市内に追い込まれて包囲された。
1780年5月12日には、イギリス軍のヘンリー・クリントン将軍に降伏することになった。これは独立戦争中の大陸軍最大の敗北であった。リンカーンは降伏にあたって、戦士の栄誉を否定され、心底腹がたった。リンカーンは捕虜交換の時に解放されたが、調査委員会では何の咎も問われなかった。リンカーンは直ぐにワシントンの主力部隊に戻り、さらに南のバージニアに向かい、1781年10月19日のヨークタウンにおけるイギリス軍の降伏まで大きな役割を演じた。この降伏では、コーンウォリス卿が敗北を屈辱に感じ、ワシントン将軍に直接軍刀を渡して降伏する儀式を拒んだ。結局、副官のチャールズ・オハラがコーンウォリスの代わりに立ち、ワシントンの副官であったリンカーンがコーンウォリスの軍刀を受け取った。

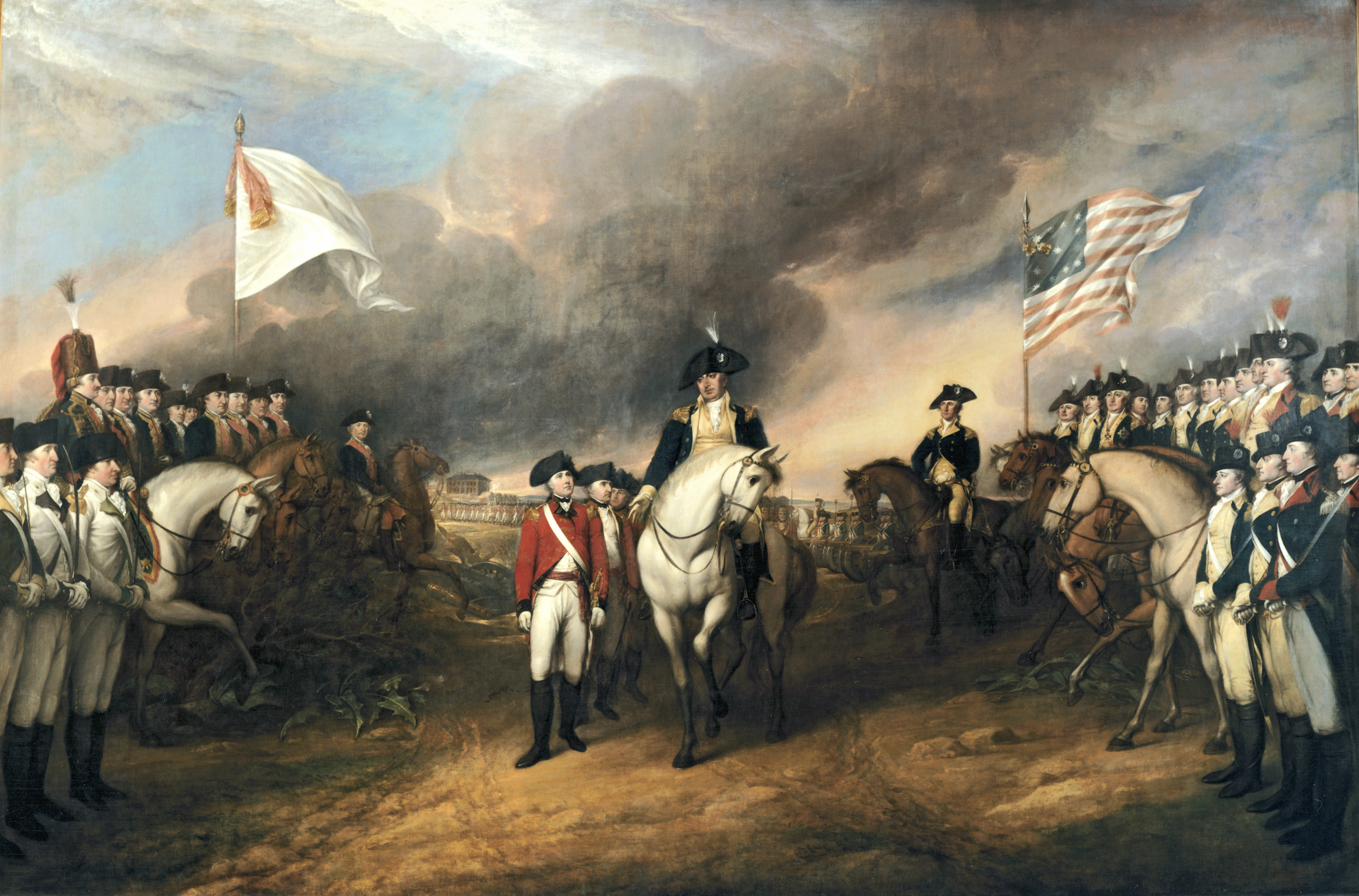
コーンウォリス卿の降伏（ジョン・トランブル）
中央で白い馬に乗るリンカーン

## 独立戦争の後
ベンジャミン・リンカーンの生涯の中で最も重要なできごとは、1787年州議会の一員としてアメリカ合衆国憲法の批准に立ち会ったことであった。その少し前の2月には、シェイズの反乱として知られる農民の反乱を鎮めた。
リンカーンは1809年の引退まで色々な立場で公的な活動を続け、1810年5月9日ヒンガムで死んだ。

## 栄誉
ベンジャミン・リンカーンの名前に因む場所
- Lincoln County, Georgia ジョージア州リンカーン郡
- Lincoln County, Kentucky ケンタッキー州リンカーン郡
- Lincoln County, North Carolina ノースカロライナ州リンカーン郡
- Lincoln County, Tennessee テネシー州リンカーン郡
- Lincoln, Vermont バーモント州リンカーン市